# Joseph Roth
Joseph Roth (2. září 1894 Brody (Rakousko-Uhersko, Halič) – 27. května 1939 Paříž) byl rakouský spisovatel a novinář židovského původu, který se proslavil zejména romány Pochod Radeckého a Kapucínská krypta.

## Život
Narodil se v rodině židovského obchodníka v haličském městě Brody. Jeho otec se však brzy nato na cestě z Hamburku pomátl, byl odvezen do ústavu pro choromyslné a později k zázračnému rabínovi v Haliči, kde ještě dlouho jako nesvéprávný žil. Jeho choroba uvedla rodinu do těžkého postavení, protože matka se s manželem nemohla ani rozvést a chasidští židé pokládali choromyslnost za boží trest. Po maturitě roku 1913 odešel Roth do blízkého Lvova, kde začal studovat na univerzitě. O rok později odešel do Vídně, kde studoval filosofii a germanistiku, ale roku 1916 se dobrovolně přihlásil do armády a sloužil jako armádní novinář ve Lvově. Válka, smrt císaře Františka Josefa I. a rozpad Rakouska-Uherska znamenaly pro mladého Rotha těžký otřes – nejen ztrátu rakouské vlasti, ale i konec „starých časů“, s nímž se nikdy úplně nesmířil.
Po válce nemohl ve studiu pokračovat a začal psát do novin, od roku 1920 v Berlíně. Roku 1922 se ve Vídni oženil s Friederike Reichler, od roku 1923 psal fejetony pro prestižní Frankfurter Zeitung, přispíval ale i do jiných novin, např. Prager Tagblatt. V první polovině 20. let inklinoval Roth k socialismu. V tomto duchu je zaměřená jeho publicistika do rakouských listů Der Neue Tag (do roku 1920) a Vorwärts (od 1922). V roce 1925 byl korespondentem Frankfurter Zeitung v Paříži a v následujících letech psal reportáže z cest např. po Sovětském svazu, který navštívil v létě 1926, Jugoslávii, Polsku a Itálii. Cesta do SSSR mu poskytla námět pro román Útěk bez konce.

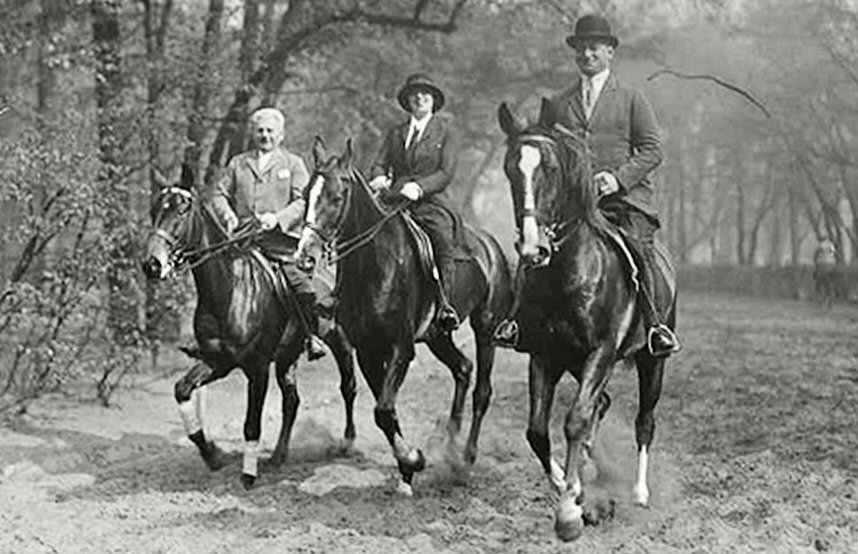
J. Roth (vpravo) s manželkou Friedrike v roce 1925 (?)

Už v roce 1926 začala jeho žena trpět duševní nemocí, která se stále zhoršovala, takže od roku 1930 žila po ústavech a roku 1940 zahynula jako oběť nacistické eutanazie choromyslných. Její choroba jej velice trápila a snažil se hledat pomoc i u haličského rabína. Jelikož nic nepomáhalo, sám trpěl depresemi a podléhal alkoholu.
30. ledna 1933, tentýž den, kdy byl Adolf Hitler jmenován říšským kancléřem, emigroval Roth do Paříže, a v dopise Stefanu Zweigovi napsal: „Je jasné, že se blíží velká katastrofa a všechno to vede k nové válce. (...) Nedělejte si žádné iluze: vládne peklo.“ I v následujících letech ale často cestoval hlavně do Holandska a do Polska, kde roku 1937 na pozvání polského PEN-klubu přednášel. I v exilu byl velmi činný, jeho situace se ale zhoršovala. V důsledku alkoholismu a oboustranného zápalu plic se v květnu 1939 zhroutil a brzy nato zemřel.
Byl pohřben na katolickém hřbitově v Thiais jižně od Paříže, při pohřbu vznikl málem konflikt mezi rakouskými loajalisty, židy a komunisty, kteří Rotha všichni pokládali za svého člověka.

## Význam a vliv
Byl velmi bystrý pozorovatel a střízlivý zpravodaj, jeho dílo je však plné drobných mystifikací (například ohledně jeho původu a dětství, služby v armádě apod.) a tajemství. Zároveň to byl citlivý člověk, který ostře vnímal konec „starých časů“, kdy mohl být, jak napsal, "zároveň Němcem a vlastencem mezi ostatními národy". Po válce měl blízko k levicovým postojům, ale nikdy se nestal komunistou. Od konce 20. let, jak stoupal Hitlerův vliv, se však stále víc přikláněl k rakouským legitimistům, protože je pokládal – stejně jako katolickou církev – za možnou obranu proti nacismu. Na konci února 1938, jen několik málo dní před „anšlusem“ Rakouska, odcestoval do Vídně s úmyslem pokusit se přemluvit tehdejšího kancléře Schuschnigga, aby abdikoval ve prospěch Otty Habsburského. Ke schůzce s Schuschniggem však nedošlo a Roth se zklamaný vrátil do Paříže.

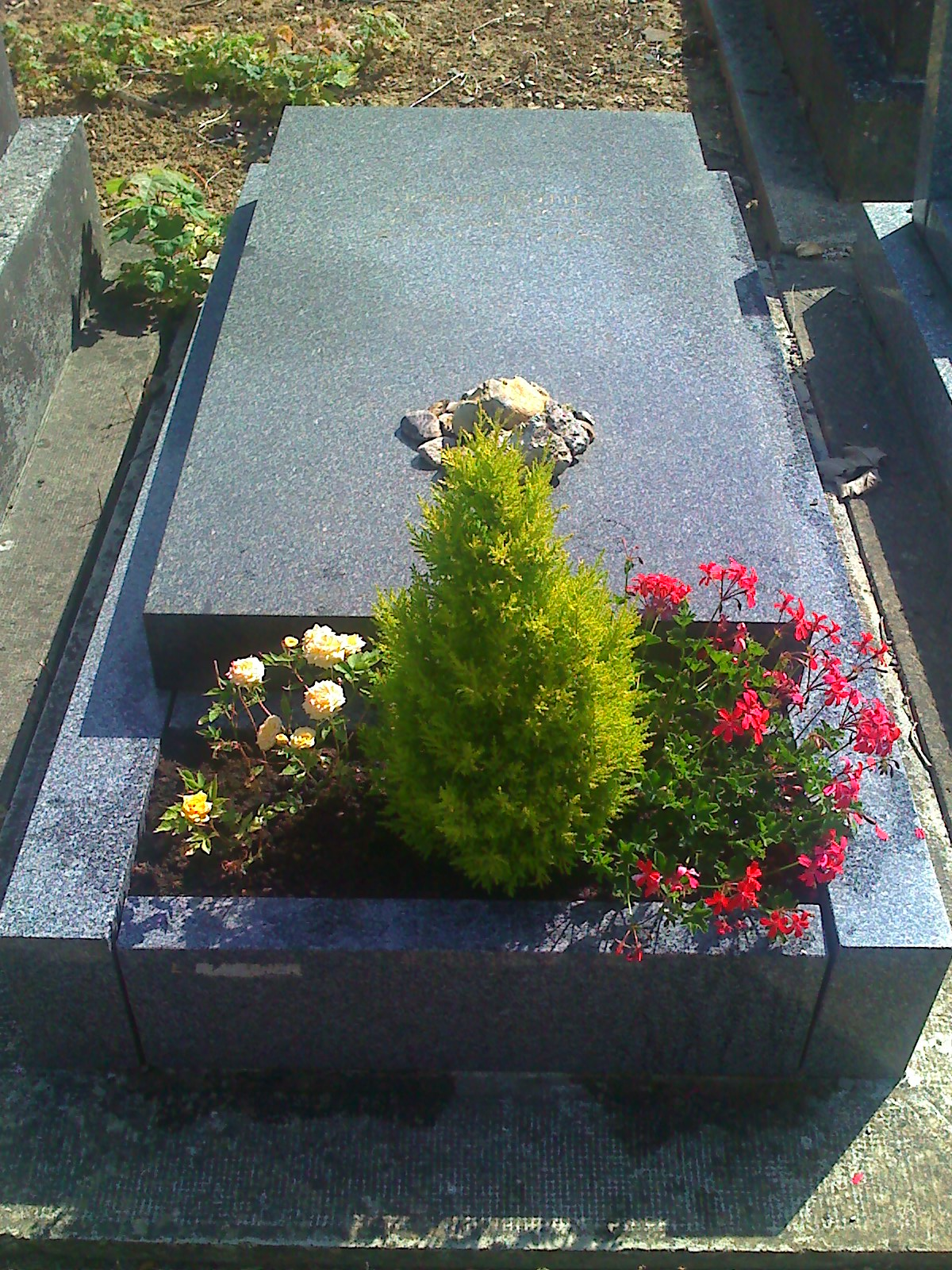
Hrob Josepha Rotha na hřbitově 'Cimetière parisien de Thiais' v departementu Val-de-Marne.

Jeho romány měly jistý ohlas už před druhou světovou válkou, ale známost mu přinesly až po ní. Mnohé z nich byly přeloženy do řady jazyků i zfilmovány.

## Dílo
Větší polovinu Rothova díla tvoří fejetony a novinové články. Jeho hlavní romány jsou:
- Das Spinnennetz (Pavučina) (1923)
- Hotel Savoy (Hotel Savoy) (1924)
- Die Rebellion (Povstání) (1924)
- April. Die Geschichte einer Liebe (Duben: příběh jedné lásky) (1925)
- Der blinde Spiegel (Slepé zrcadlo) (1925)
- Juden auf Wanderschaft (Židé na cestách) (1927)
- Die Flucht ohne Ende (Útěk bez konce) (1927)
- Zipper und sein Vater (Zipper a jeho otec) (1928)
- Rechts und links (Vpravo a vlevo) (1929)
- Der stumme Prophet (Němý prorok) (1929)
- Hiob (Job (román)) (1930)
- Radetzkymarsch (Pochod Radeckého) (1932)
- Der Antichrist (Antikrist) (1934)
- Tarabas (Tarabas. Host na této zemi) (1934)
- Die hundert Tage (Sto dní) (1935)
- Beichte eines Mörders (Zpověď vraha) (1936)
- Das falsche Gewicht (Falešné závaží) (1937)
- Die Kapuzinergruft (Kapucínská krypta) (1938)
- Die Legende vom Heiligen Trinker (Legenda o svatém pijanovi) (1939)
- Die Geschichte von der 1002. Nacht (Příběh 1002. noci) (1939)
- Der Monstrum (Monstrum) (1940)
- Der Leviathan (Leviatan) (1940)

### Česky vyšlo
- Pochod Radeckého. Praha 1934 (přeložil Josef Vrbata)
- Job. Praha 1934 (přeložil Vincenc Svoboda)
- Tarabas. Host na této zemi. Praha 1934 (přeložila Zdeňka Münzrová)
- Antikrist. Praha 1935 (přeložil Josef Otto Novotný)
- Pochod Radeckého. Praha 1961 (přeložila Jitka Fučíková), znovu vydáno 1974, 1986, 2012
- Kapucínská krypta. Praha 1969 (přeložila Jitka Fučíková), znovu vydáno 1986
- Pochod Radeckého; Kapucínská krypta. Praha 1986 (přeložila Jitka Fučíková)
- Job. Román prostého člověka. Praha 1991 (přeložil Miroslav Petříček), znovu vydáno 2016
- Zipper a jeho otec. Praha 1991 (přeložil Karel Houba)
- Legenda o svatém pijanovi a jiné prózy. Praha 1992 (přeložila Hana Linhartová) (obsahuje prózy Pavučina, Útěk bez konce, Legenda o svatém pijanovi)
- Leviatan a jiné prózy. Praha 1994 (přeložila Veronika Pokorná) (obsahuje prózy Leviatan, Falešné závaží, Přednosta stanice Fallmerayer, Legenda o svatém pijanovi)
- Hotel Savoy. Praha 1995 (přeložili Eva a Karel Houbovi)
- Císařova bysta. Praha 2000 (přeložil Evžen Turnovský)
- Legenda o svatém pijanovi. Havlíčkův Brod 2011 (přeložila Hana Linhartová)
- Filiálka pekla na zemi. Spisy z emigrace. Praha 2011 (sestavil Helmut Peschina, přeložil Ondřej Sekal)
- Touha po Paříži, stesk po Praze. Život ve vlastních svědectvích. Praha 2011 (sestavil Helmut Peschina, přeložila Zlata Kufnerová) (komentovaný výbor z próz, publicistiky a dopisů)
- Židé na cestě. Praha 2013 (přeložil Ondřej Sekal)
- Příběh tisící druhé noci. Praha 2016 (přeložil Miroslav Stuchl)
  - zpracováno v Českém rozhlasu v roce 2012 jako patnáctidílná četba na pokračování. z překladu Miroslava Stuchla v režii Ivana Chrze četl Jiří Ornest.[3]
- Cesta do Ruska. Fejetony, reportáže, poznámky v deníku 1919–1930. Brno 2017 (přeložil Pavel Váňa)
- Útěk bez konce. 2021. Dostupné ONLINE

### Film
Román Pochod Radeckého (Radetzkymarsch) byl dvakrát zfilmován:
- jako televizní film NSR v roce 1965[4]
- jako třídílná televizní minisérie natočená v roce 1994 v koprodukci Rakouska, Německa a Francie[5]

Zfilmováno bylo dalších 12 Rothových děl, z toho Hiob, Die Rebellion a Die Legende vom heiligen Trinker  dvakrát.